# Lipscani

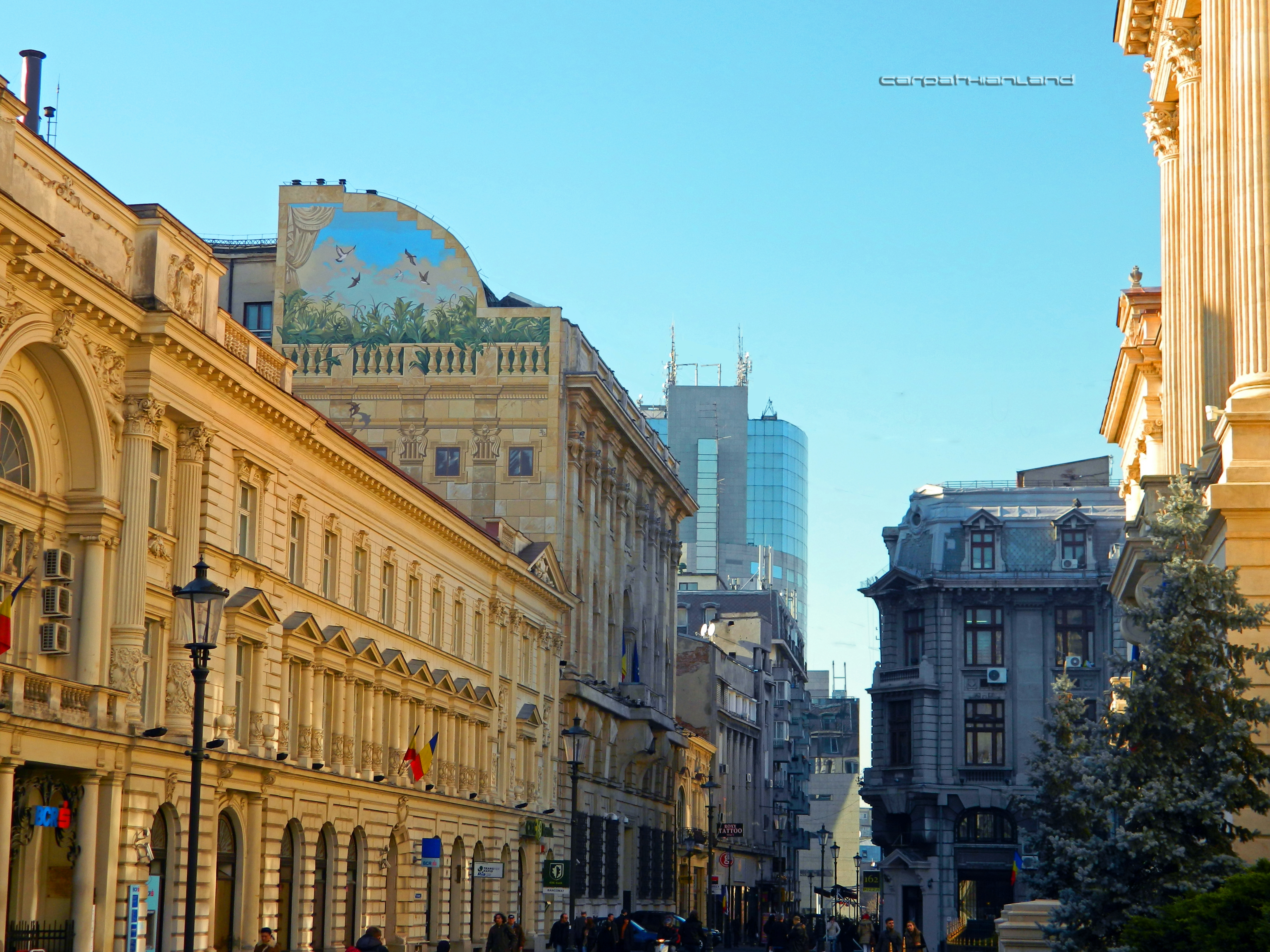
Das Lipscani-Viertel 2013

Lipscani ist der Name eines Stadtviertels und einer Straße im alten, historischen Stadtkern von Bukarest in Rumänien. Mehrere Städte im Süden Rumäniens besitzen Straßen und Viertel mit dem Namen Lipscani, wie zum Beispiel Slatina, Craiova oder Ploiești.

## Lage
Das Lipscani-Viertel liegt in der Mitte der Stadt, nördlich des Flusses Dâmbovița. Lipscani befindet sich auf einem kleinen Hügel, die Erhebung wird vor allem auf den Straßen Șelari und Smârdan deutlich. Offiziell liegt der Stadtteil im 3. Sektor der Stadt, da aber die Lipscani-Straße gleich die Sektoren 3, 4 und 5 auf einmal durchquert, erstreckt sich das Viertel auch in diese Sektoren.
Die Grenzen des Viertels liegen im Westen an der Straße Calea Victoriei, im Norden am Bulevardul Regina Elisabeta und Bulevardul Carol I., im Osten an der Straße Hristo Botev und im Süden an dem Vereinigungsplatz und den Straßen Bulevardul Corneliu Coposu, Strada Halelor, sowie Splaiul Independenței. Andere Straßen des Viertels sind unter anderem Lipscani, Gabroveni, Șelari, und Doamnei (siehe vollständige Liste hier). Die Gebiete östlich der Brătianu-Straße und nördlich der Doamnei-Straße werden oft nicht zum Lipscani-Viertel gezählt.

## Geschichte
In den Kämpfen Mihai Viteazuls mit der Osmanischen Armee eroberte Großwesir Koca Sinan Pascha im August 1595 nach der Schlacht bei Călugăreni die Stadt, wobei das Viertel abbrannte. Viteazul ließ das Viertel darauf neu aufbauen. Das Lipscani-Viertel ist nach Leipzig (rumänisch Lipsca) benannt, da von dort Händler kamen, die ihre Waren in der Hauptstraße verkauften. Viele Berufsgruppen wie Goldschmiede, Hutmacher, Schuster, Färber und Sattler  waren vertreten, wobei viele Zünfte (isnafuri) eine eigene Gasse hatten. Noch heute sind einige der Straßen nach Handwerksberufen benannt, so zum Beispiel Șelari = Sattlerstraße.
Während der kommunistischen Zeit bestanden Planungen für den Abriss des Viertels, die allerdings nur teilweise umgesetzt wurden. Großflächige Abrisse des Stadtzentrums fanden nach 1940 statt, als mitten durch die Stadt eine 70 Meter breite Schneise gezogen wurde. Dort entstand später der I.C. Bratianu-Boulevard, die heutige Hauptachse der Stadt. Weitere Schäden erlitt der Stadtzentrum um beim Erdbeben um 1977. Die westliche Seite des Stadtteils wurde wieder aufgebaut, während im Osten beinahe die Hälfte der historischen Bauten abgerissen wurde und die südliche Seite vollständig durch moderne Betonbauten ersetzt wurde.
Zu Beginn des 21. Jahrhunderts wurde der Großteil des Viertels in eine Fußgängerzone umgewandelt. Viele Gebäudelücken wurden durch moderne Bauwerke gefüllt. Eine Tatsache, die heute als unangebracht angesehen wird. Die Gegend ist ein Anziehungspunkt für Touristen aus aller Welt. Heute kommen vor allem Bewohner der Niederlande und Frankreichs hierher. Das Nachtleben Bukarests, welches sich hauptsächlich auf der Lipscani-Gegend konzentriert, zieht auch jüngere Touristen an.

## Wirtschaft
Heute spielt das Stadtviertel Lipscani eine besondere Rolle im Nachtleben. Seit 2008 werden in den Straßen immer mehr Restaurants und Bars eröffnet, seit 2013 auch große Kaufhäuser wie H&M, Yves Rocher und Adidas. Bis Anfang 2013 wurden alle Straßen im Viertel neu bepflastert sowie die meisten Bauten saniert.
Es sind Erweiterungen des Stadtzentrums vorgesehen, z. B. in Richtung der Dâmbovița, entlang der Calea Victoriei und den Boulevards Regina Elisabeta und Carol I.

## Wichtige Bauten
- Das Nationale Kunstmuseum
- Die Rumänische Nationalbank
- Der Gabroveni-Gasthof
- Der Linden-Gasthof
- Das Komödientheater
- Das Lipscanitheater
- Das Kloster Stavropoleos
- Die Russische Kirche
- Die Zlatari-Kirche
- Die Macca-Villacrosse-Passagen
- Der Palast der Börse
- The Marmorosch Bucharest
- Das Colțea-Krankenhaus
- Der Manuc-Gasthof
- Der alte Fürstenhof und seine Kirche
- Die römisch-katholische Kirche Bărăția
- Das Cărturești Carusel, ein ehemaliges Bankgebäude, in dem heute eine Buchhandlung untergebracht ist

## Bildergalerie

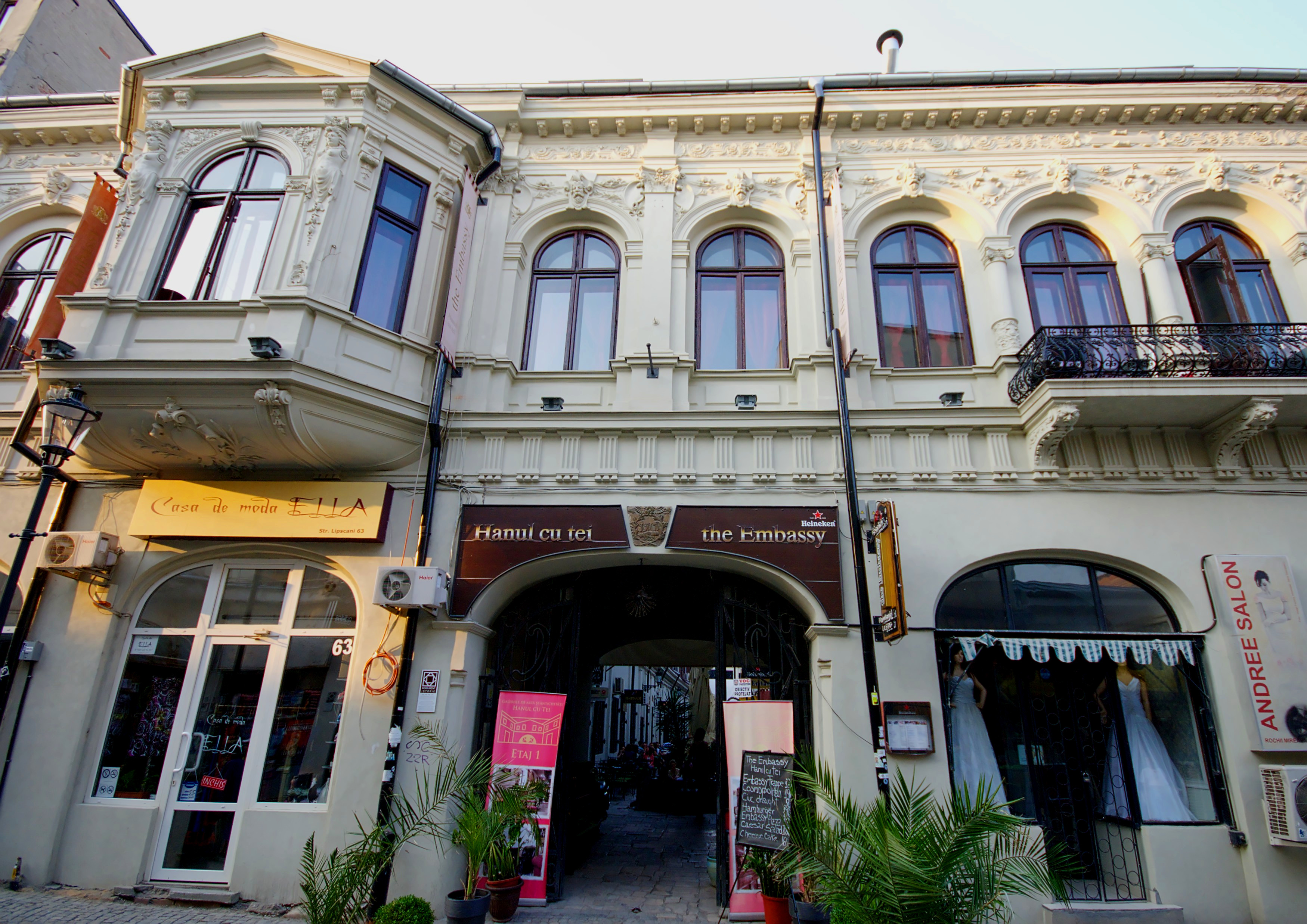
Das Lindengasthof
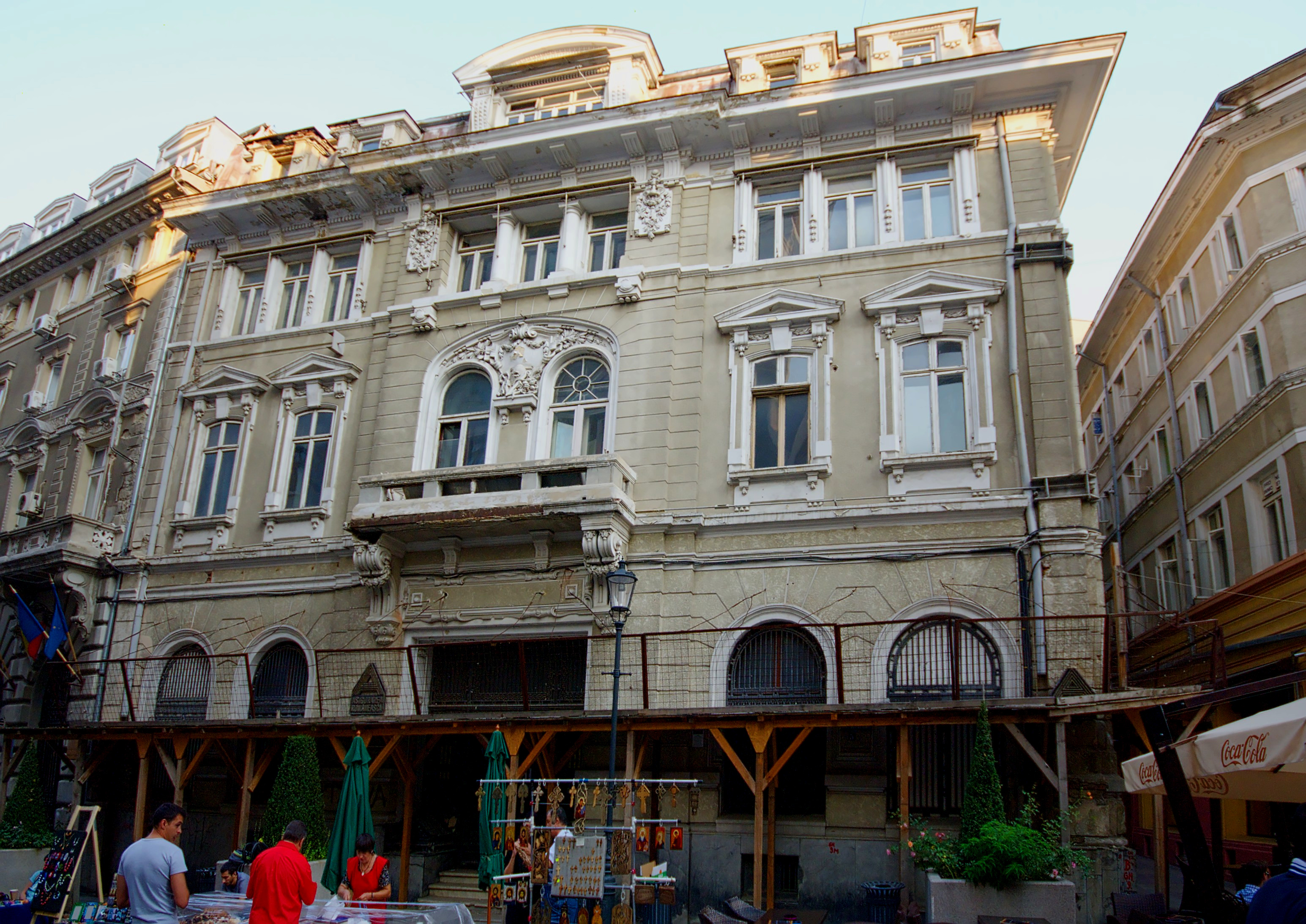
Die Finanz-Kredit-Bibliothek auf dem Smârdan
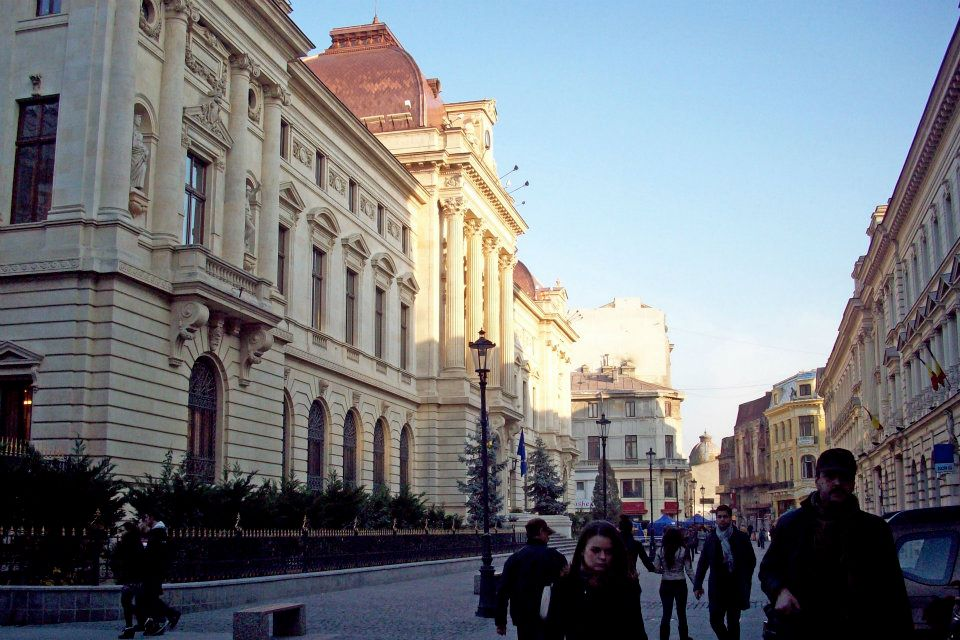
Die Lipscani-Straße
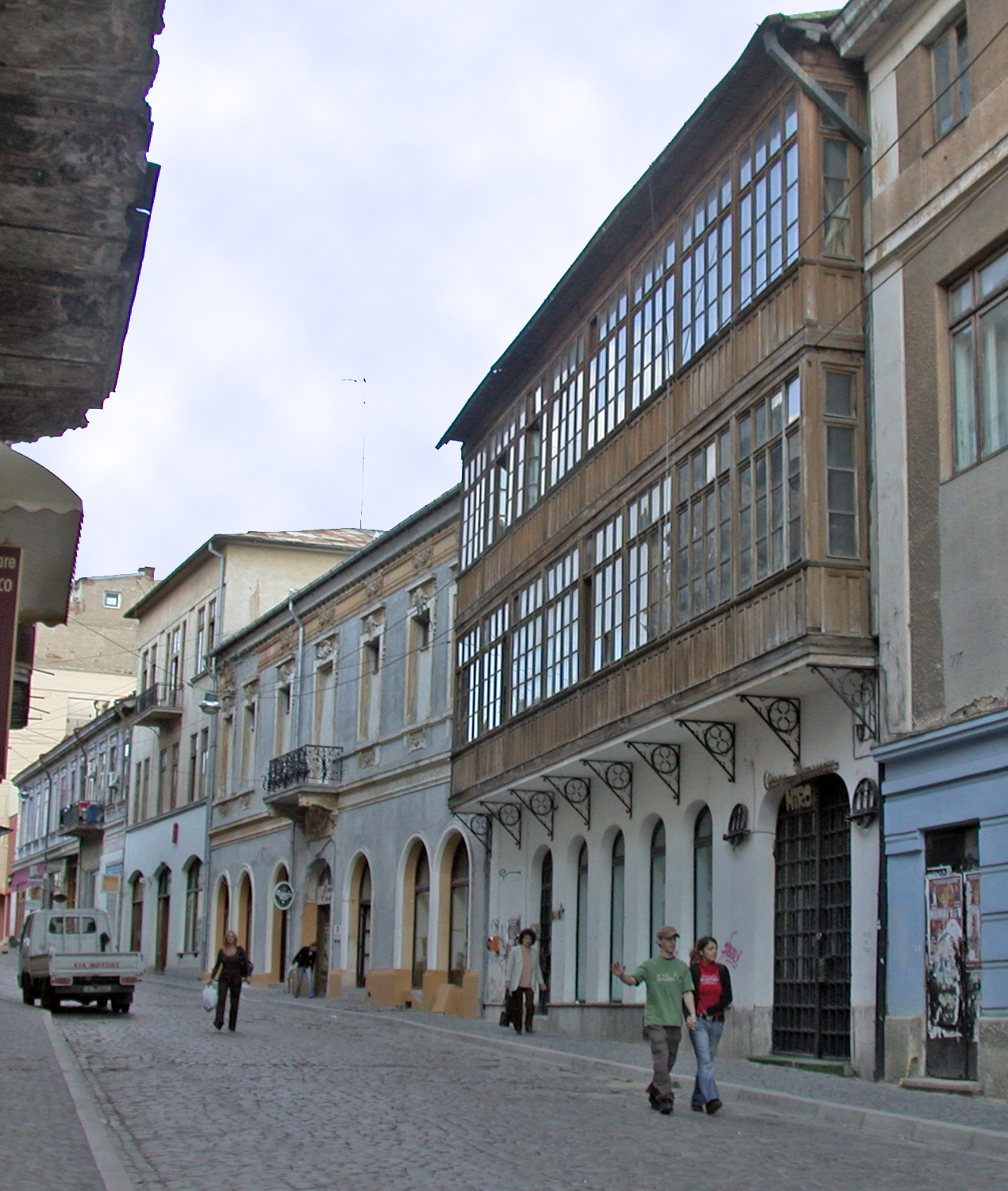
Die Șelari-Straße
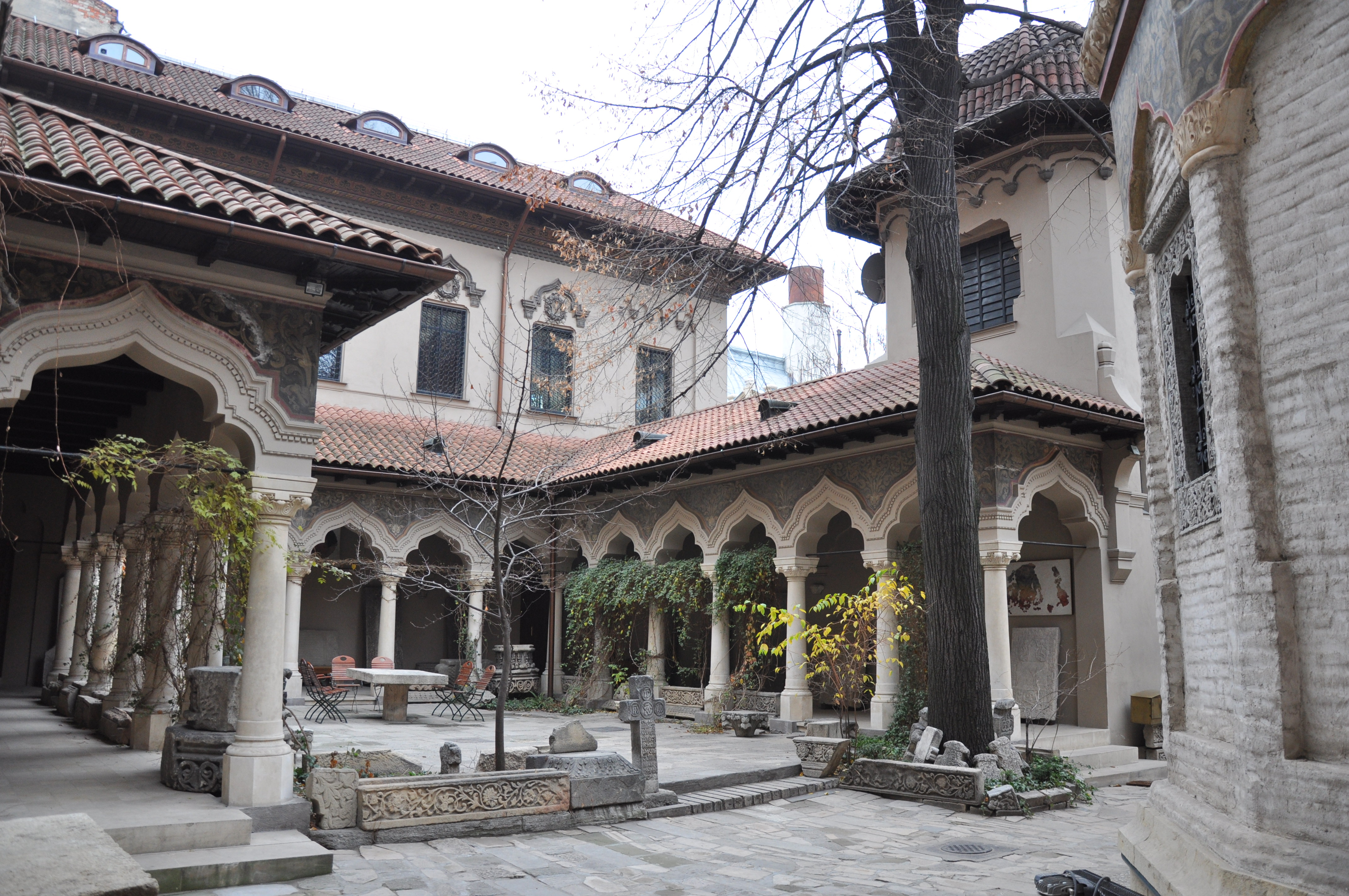
Das Stavropoleos-Kloster
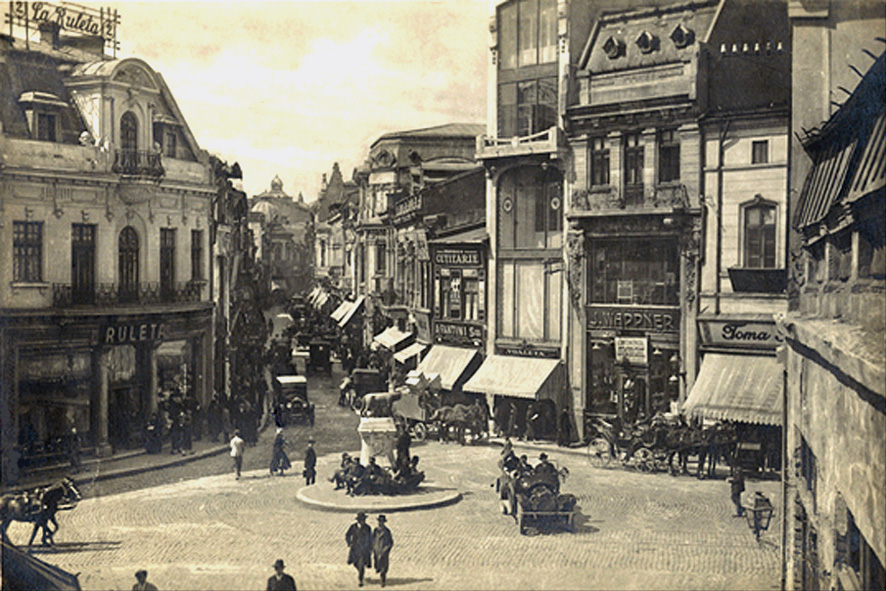
Der Rom-Platz im Jahre 1927
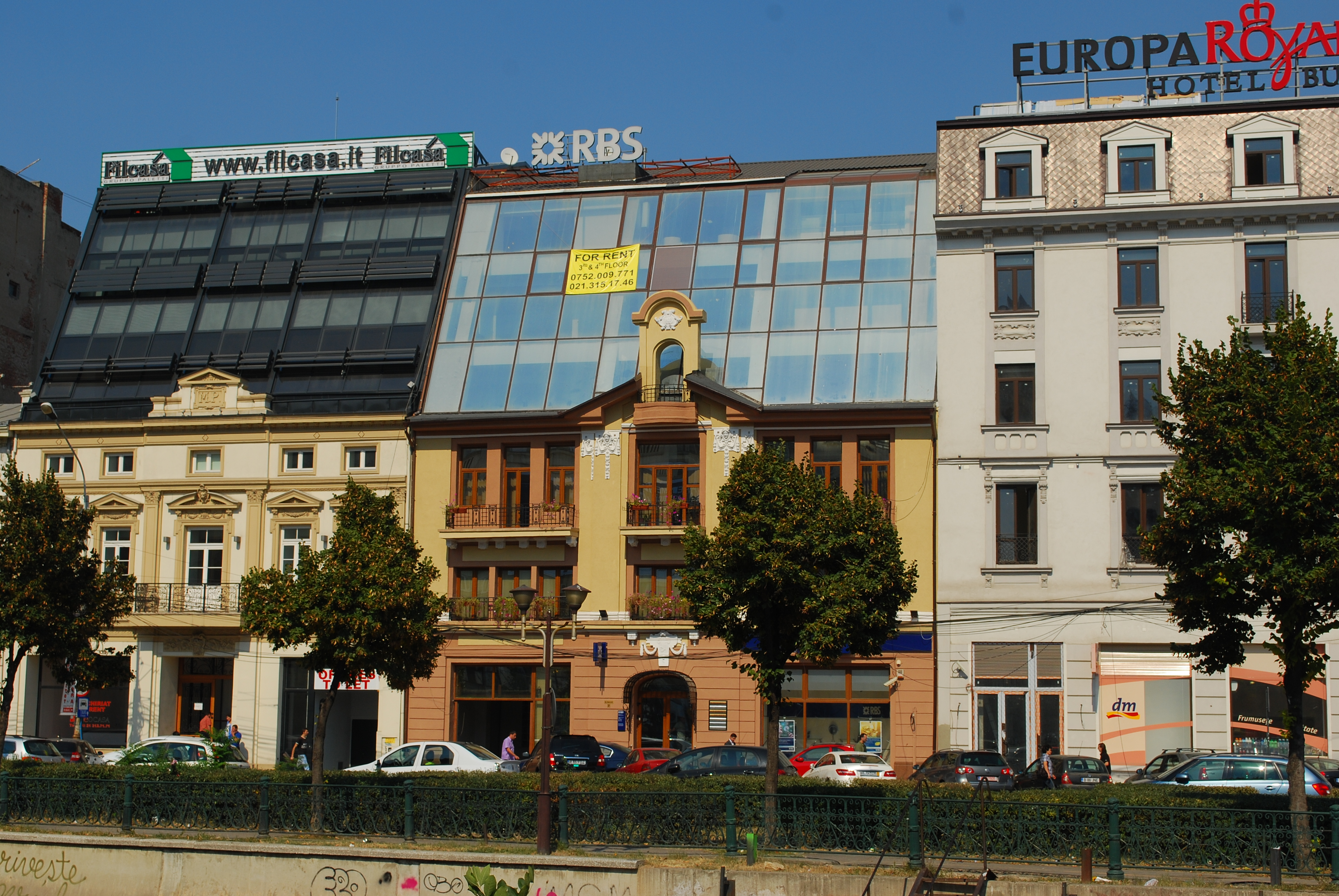
Gebäude am Splaiul Independenței
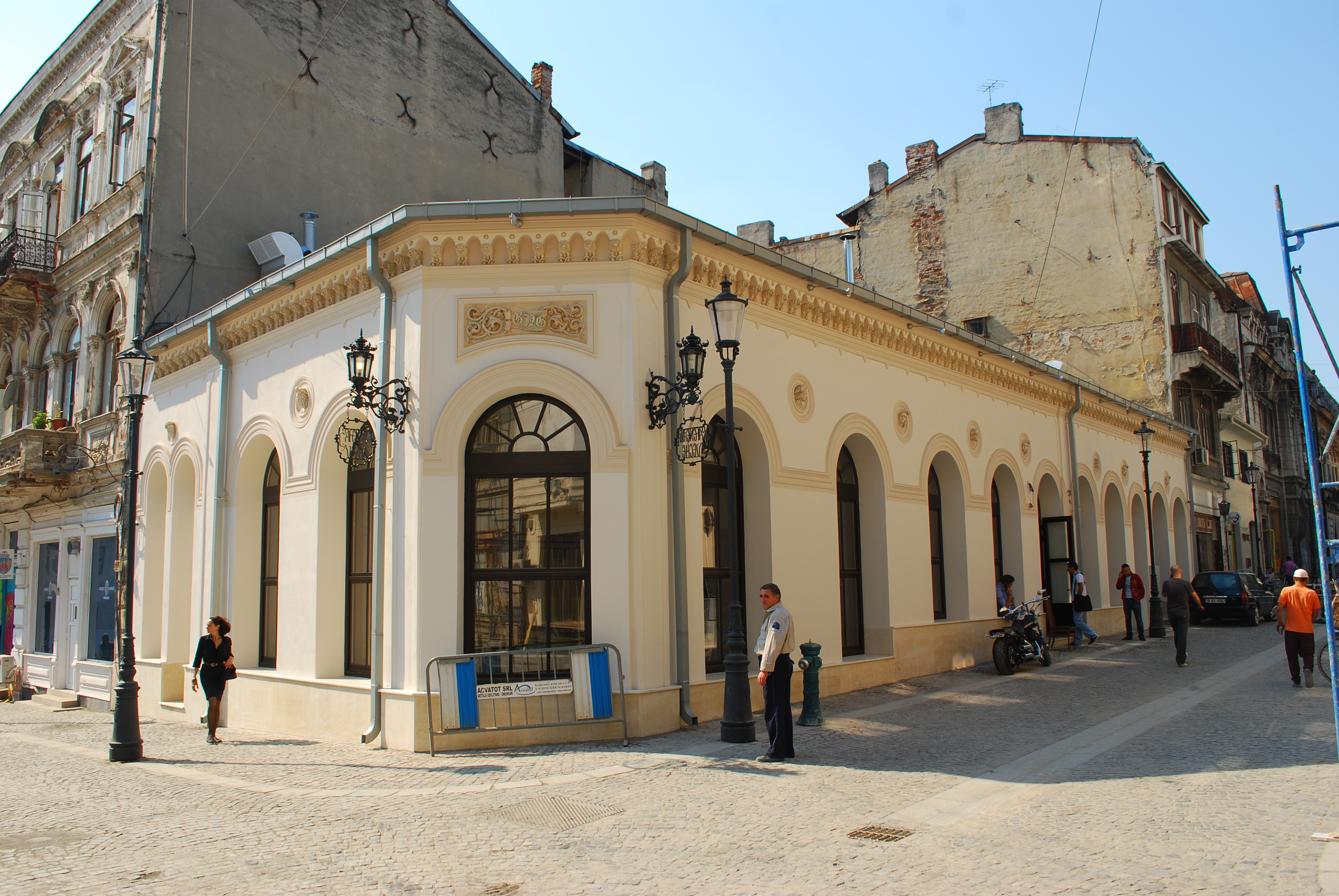
Das alte Kaffeehaus
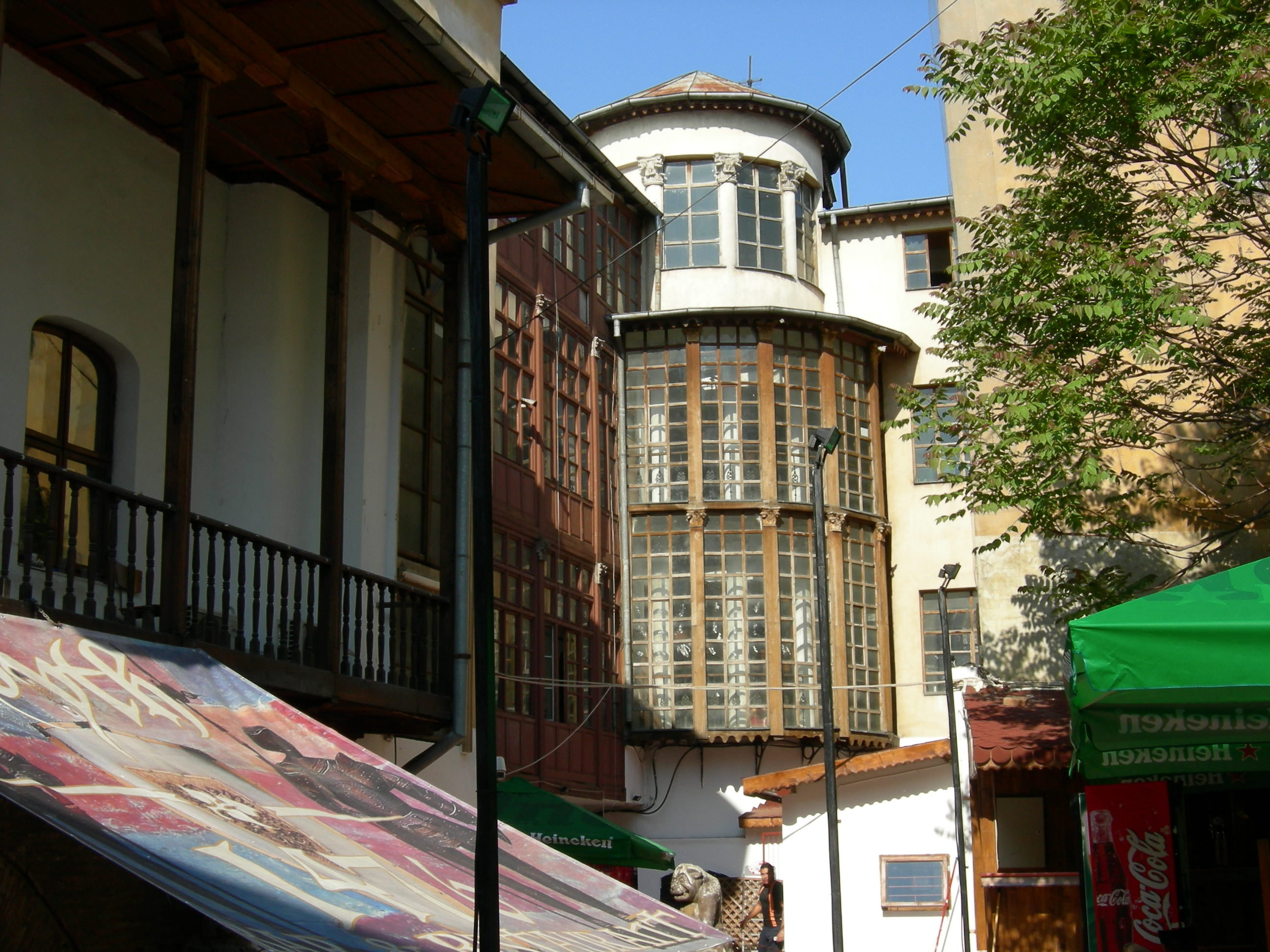
Gebäude an der Strada Soarelui
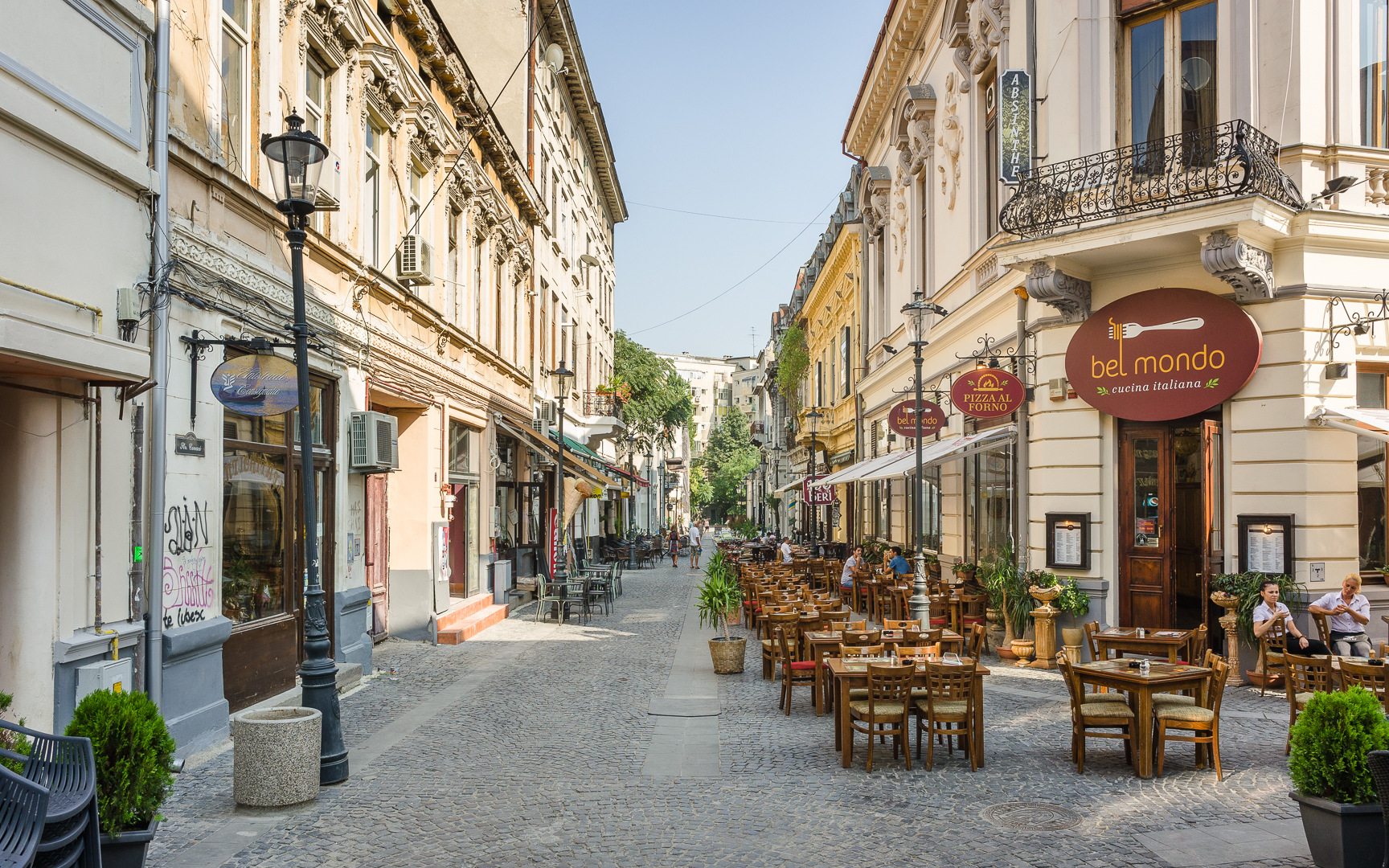
Die Covaci-Straße
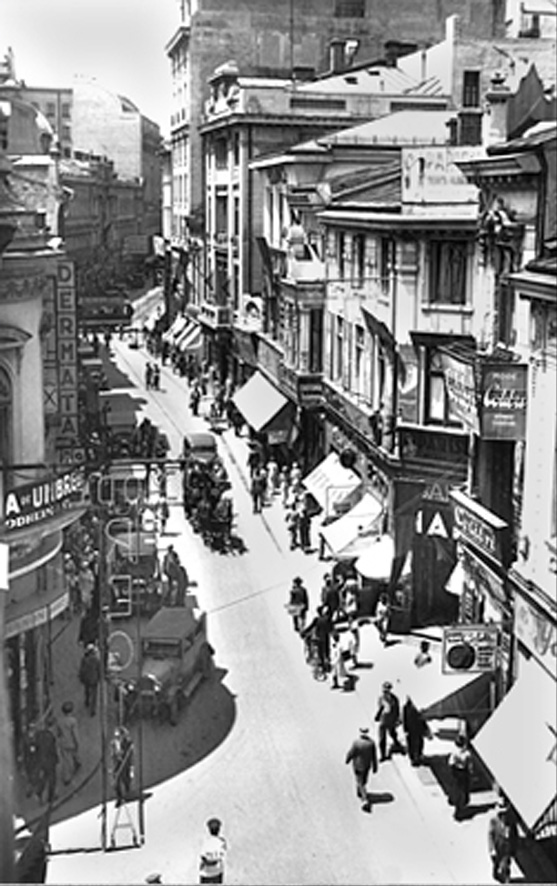
Strada Lipscani um 1930
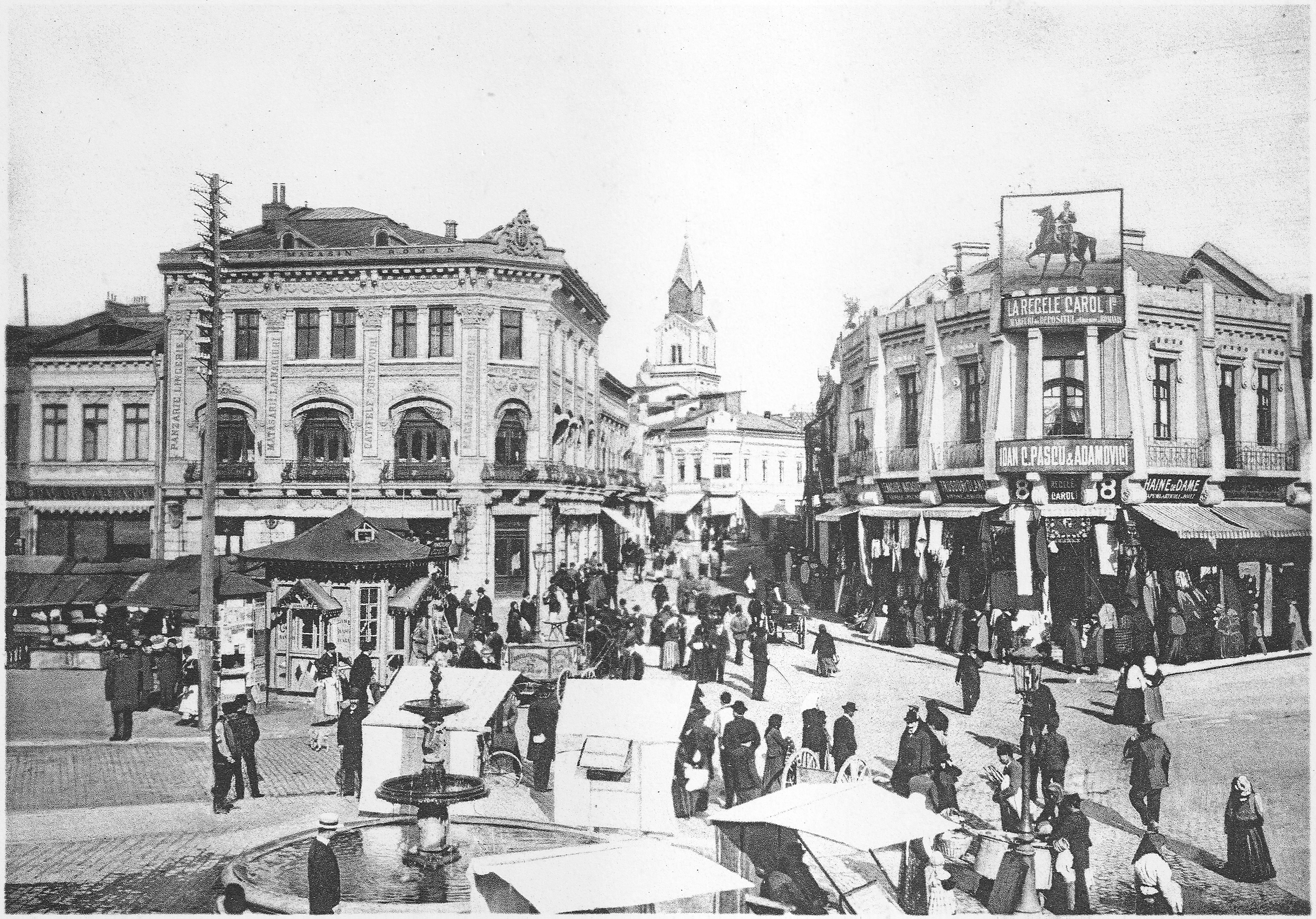
St. Anton-Platz im Jahre 1927
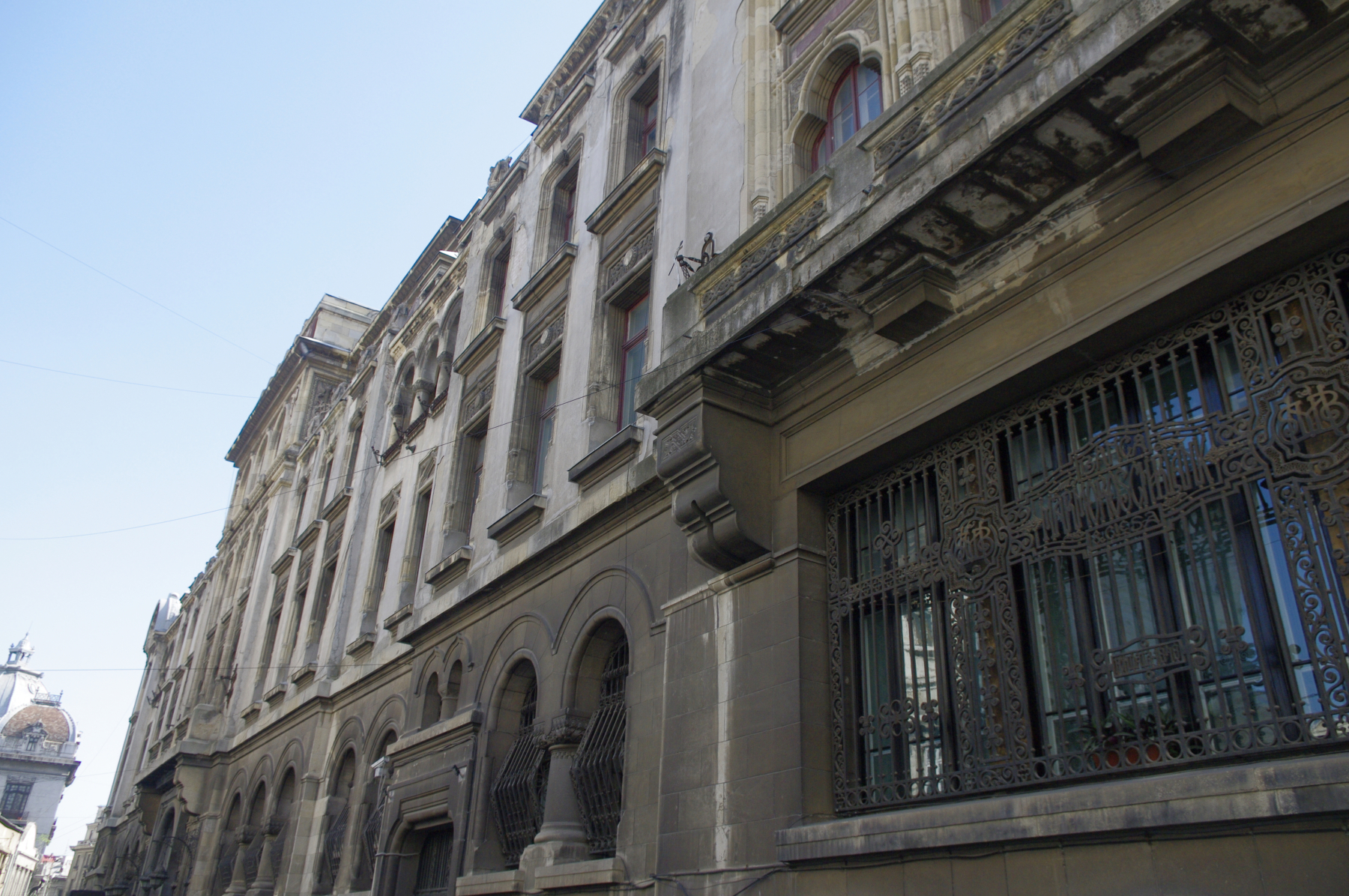
The Marmorosch Bucharest